# Helmut Wenske
Helmut Wenske (* 27. März 1940 in Hanau) ist ein deutscher Maler, Grafiker und Autor.

## Leben und Wirken
Wenske absolvierte Ausbildungen als Porzellanmaler und Schaufensterdekorateur und arbeitete u. a. für das Kaufhaus Hertie, gestaltete Titelseiten von Groschenheften, malte Plakate und Kulissen für Stripteaseveranstaltungen und illustrierte Pornohefte. Er verfolgte bereits seit Ende der 1950er Jahre die Entwicklung der Rock-’n’-Roll-Musik und gestaltete ab 1967 für Bellaphon Records Plattencover von Bands und Musikern wie Creedence Clearwater Revival, Jeronimo, Steel Mill, Dzyan, Canned Heat, Tina Turner, Jimi Hendrix und Nektar. Seine Malereien wurden erfolgreich auf Vernissagen gezeigt und fanden auch Verwendung auf den Covern von Science-Fiction-Romanen.
So zum Beispiel in der Reihe Phantastische Wirklichkeit – Science Fiction der Welt (Insel Verlag) für Werke von Stanisław Lem, Cordwainer Smith, Philip K. Dick und anderen. Dafür wurde er in den 1980er Jahren mehrfach mit dem Kurd-Laßwitz-Preis als bester Grafiker ausgezeichnet.
Nachdem er 1975 einen Lungenriss erlitten hatte, begann Wenske zu schreiben. Unter dem Pseudonym Chris Hyde veröffentlichte er 1983 den Roman  Rock ’n’ Roll Tripper über das Phänomen der um 1960 durch Deutschland tourenden aus den Niederlanden stammenden indonesischen Rock- und Showbands. Eine Fortsetzung erschien 1988 unter dem Titel Tripper 2. 2003 erschien mit Scheiß drauf eine weitere illustrierte Darstellung dieser Rock-Szene in Hanau. Als Zeitzeuge und Selbstdarsteller trat er in den Fernsehdokumentationen Last Exit Hanau (ZDF/Arte) und Roll over Hanau (hr3/Arte) auf. Einblick in sein Schaffen bietet der 2009 im Hanauer CoCon Verlag erschienene Band Helmut Wenske. Rock’n’Roll Junkie. Psychedelic Maler. Underground Autor. 2018 erschien bei Hirnkost KG Hannover sein Buch über Indorock-Musik Black Eyes Indonesier-Bands in Germany. Storys & Bilder.